# TOKIO城島 ほのぼの茂
『TOKIO城島 ほのぼの茂』（トキオじょうしま ほのぼのしげる）は、2021年（令和3年）4月12日から2024年（令和6年）9月30日まで、毎週月曜日の午後（基本として2時台）に朝日放送テレビで放送されていた情報・バラエティ・通販番組。城島茂（TOKIO）による冠番組の一つで、朝日放送テレビと同じテレビ朝日系列局の一部や日本BS放送（BS11）でも放送されている。
このページでは、朝日放送テレビで2024年10月7日から毎週月曜日の午後に放送している後継番組『TOKIO城島 らくらく茂』（トキオじょうしま らくらくしげる） 『らくらく茂』（らくらくしげる）についても述べる。

## 概要

### 『TOKIO城島　ほのぼの茂』
50歳以上の視聴者をターゲットに、「これからの人生をより豊かに楽しく過ごす」というコンセプトで放送を開始。城島の単独ロケによる「城島茂 大人の修学旅行 ～人生学び直しの旅～」と、「ぼのるんマート」（朝日放送テレビとDMM.comの共同出資による株式会社「ONE DAY DESIGN」が運営する通信販売サイト）と連動した「城島茂のはじめてのテレビショッピング」を中心に構成されていた。「はじめてのテレビショッピング」の収録には基本として東京都内のスタジオを使用しているが、取り扱う商品によっては、キッチン付きの別スタジオや屋外で収録することもあった。
「大人の修学旅行」では、「大人」（放送開始の時点で51歳）である城島が特定のエリア（最初のシリーズでは出身地の奈良県大和郡山市）を訪れたロケの映像を、数週にわたって放送している。築地（東京都中央区）界隈での「修学旅行」（2022年10月放送分）からは、城島がロケで飲食店を訪れるたびに、ロケ先にちなんだクイズを同行のスタッフから城島に出題する企画を挿入。正解の場合には城島、不正解の場合には出題者とは別（いわゆる「Z世代」）のスタッフがグルメリポートを担当していた。
「大人の修学旅行」シリーズの合間に休止期間を設ける場合には、2021年7月に「ご当地プレゼン合戦」（関西地方の2府4県から6ヶ所の自治体の関係者が城島などを相手に地元の魅力を訴え合うプレゼンバトル企画）、2022年5月に「全国ご当地　道の駅プレゼンバトル」（いずれもリモート中継と連動した東京都内でのスタジオ収録企画）、2022年7月に「大阪ええもん三国志」（大阪府内で近接している3つの自治体からリモート中継による名産物のプレゼンバトルを通じて城島がロケ先を自ら選ぶ企画）を実施している。
また、放送の初年度（2021年度）には、「城島茂が50歳から始める!人生プチプラス」（城島より年上の専門家・YouTuberが今後の人生を充実させる知恵や秘訣をリモート中継やVTRで城島に指南するスタジオ収録企画）を番組の後半に挿入。2023年1月第3週の放送分からは一時、「発見!全国まるうまグルメ」（日本各地の名産品の生産者をリモート中継でつなぎながら、その名産品をおいしく食べられる料理のレシピを料理研究家のCanacoが紹介するスタジオ企画）を終盤に組み込んでいた。
制作局の朝日放送テレビでは、2022年4月4日まで、毎週月曜日の13:45 - 14:45（当時テレビ朝日系列向けの全国ネット番組として大阪で収録していた『上沼恵美子のおしゃべりクッキング』の直後）に本放送を実施していた。2022年の4月改編で『私の幸福時間』（テレビ朝日の制作による日本生命の単独提供番組）の遅れネット枠を平日の13:45 - 13:49に新設したことに伴って、4月11日からは放送時間を13:49 - 14:48に変更。同年10月3日から放送終了時刻を14:46へ繰り上げたことによって、放送時間が改編前から2分短縮された。
城島は2023年10月2日（月曜日）付で、株式会社TOKIOの代表取締役社長に就任。朝日放送テレビでは同日に当番組を放送しなかったものの、城島が社長への就任後も「TOKIOのリーダー」として芸能活動を続けることを踏まえて、翌週（10月9日）以降も当番組を本放送・再放送ともレギュラーで編成している。
ちなみに、朝日放送テレビでは2023年10月改編から『私の幸福時間』の放送枠を平日の17:47 - 17:50に移動させたため、当番組は同日から放送枠を毎週月曜日の13:45 - 14:42に変更。2024年8月までは毎週木曜日の13:45 - 14:42にも再放送を実施していたが、『TOKIO城島　ほのぼの茂』というタイトルでの本放送を翌9月30日で終了した。

### 『TOKIO城島　らくらく茂』 → 『らくらく茂』
朝日放送テレビでの2024年10月7日（月曜日）放送分からは、番組のタイトルを『TOKIO城島　らくらく茂』へ変更するとともに、「『長い人生をもっと楽しく、もっとラクに過ごしたい』という60代以上の『らくらく世代』に役立つ情報を届ける番組」にリニューアル。城島はリニューアルに際して、番組オリジナルの商品を開発したり、番組オリジナルの健康法を提案したりする意向を示している。
リニューアル後は、「城島茂はじめてのテレビショッピング」に相当するパートを設ける一方で、番組と連動した通信販売サイトの名称を「ぼのるんマート」から「らくらくマート」に変更。2024年11月以降の放送では、「大人の修学旅行」に相当する城島単独の散策ロケ企画を、「ゆっくり歩こう!らくらく気づけば1万歩!の旅」というタイトルで番組の序盤に組み込んでいる。
2025年6月25日、城島所属のグループ・TOKIOが解散を発表したことを受け、朝日放送テレビでの同月30日（月曜日）放送予定分からタイトルを『らくらく茂』に再度改題した。

## 出演者
日付はいずれも、朝日放送テレビでの本放送に準拠。

### 『TOKIO城島　ほのぼの茂』
城島以外の人物は、「城島茂 大人の修学旅行 ～人生学び直しの旅～」以外のスタジオ企画（主に「城島茂のはじめてのテレビショッピング」）にのみ登場していた。

#### 終了（2024年9月）の時点
- 城島茂（TOKIO）
- 稲垣玲伊子（「城島茂のはじめてのテレビショッピング」で商品の解説を担当）
- 井戸田潤（スピードワゴン）
  - ネット局（名古屋テレビ放送）の本社がある愛知県の出身で、放送上は「はじめてのテレビショッピング」を含むスタジオ企画にのみ出演。
  - 「城島茂　大人の修学旅行」のロケを「なごやめしスペシャル」と銘打って名古屋市内で実施した際には、「名古屋通の有名人」として城島に勧められる「なごやめし」の名店を、スタジオでの別収録を通じて数ヶ所紹介。2022年2月には、紹介した店舗を城島がロケで実際に訪れた映像が、「なごやめしスペシャル」の中で2週にわたって放送された。
- ♥さゆり（かつみ♥さゆり、2021年9月28日 - 2024年9月30日、スタジオ企画にのみ出演）
- 藤本美貴（2022年5月9日 - 2024年9月9日、♥さゆりと交互にスタジオ企画へ出演）

#### 過去
- 磯野貴理子（2021年6月まで、スタジオ企画にのみ出演）
- 黒谷友香（2021年7月 - 9月21日、同上）
- Canaco（野菜ソムリエとして20年の活動歴を持つ料理研究家、2023年1月16日から「発見!全国まるうまグルメ」にのみ出演）

### 『TOKIO城島　らくらく茂』→『らくらく茂』

#### 開始（2024年10月）の時点
- 城島茂（TOKIO→（解散））
- 稲垣玲伊子 - 「らくらく世代の代表」として出演
- ♥さゆり（かつみ♥さゆり）

## ネット局

### 『TOKIO城島　ほのぼの茂』
| 放送対象地域 | 放送局                       | 系列           | 放送日時           | 放送期間                       | 備考       |
| ------------ | ---------------------------- | -------------- | ------------------ | ------------------------------ | ---------- |
| 近畿広域圏   | 朝日放送テレビ（ABC TV）     | テレビ朝日系列 | 月曜 13:45 - 14:42 | 2021年4月12日 - 2024年9月30日  | 【制作局】 |
| 近畿広域圏   | 朝日放送テレビ（ABC TV）     | テレビ朝日系列 | 日曜 10:00 - 10:55 | 2021年10月10日 - 2024年10月6日 | 再放送     |
| 近畿広域圏   | 朝日放送テレビ（ABC TV）     | テレビ朝日系列 | 木曜 13:45 - 14:42 | 2023年10月5日 - 2024年9月26日  | 再放送     |
| 中京広域圏   | 名古屋テレビ（メ～テレ/NBN） | テレビ朝日系列 | 月曜 13:45 - 14:42 | 2021年10月4日 - 2023年10月2日  |            |
| 福岡県       | 九州朝日放送（KBC）          | テレビ朝日系列 | 火曜 14:45 - 15:45 | 2021年10月5日 - 2022年2月7日   |            |
| 福島県       | 福島放送（KFB）              | テレビ朝日系列 | 日曜 10:55 - 11:50 | 2023年10月2日 - 2024年10月6日  | [ 8 ]      |
| 愛媛県       | 愛媛朝日テレビ（eat）        | テレビ朝日系列 | 金曜 13:45 - 14:40 | 2023年10月6日 - 2024年10月4日  |            |
| 日本全域     | BS11                         | BSデジタル放送 | 金曜 17:00 - 17:55 | 2022年7月1日 - 2022年12月23日  |            |

- 朝日放送テレビでは、毎年8月の全国高等学校野球選手権大会中継期間中に本放送を休止。大会の試合が日曜日の午前中に組まれる場合には、日曜分の再放送枠も設定していなかった。

### 『TOKIO城島  らくらく茂』→『らくらく茂』
| 放送対象地域 | 放送局                   | 系列           | 放送日時           | 放送期間                       | 備考       |
| ------------ | ------------------------ | -------------- | ------------------ | ------------------------------ | ---------- |
| 近畿広域圏   | 朝日放送テレビ（ABC TV） | テレビ朝日系列 | 月曜 13:45 - 14:42 | 2024年10月7日 -                | 【制作局】 |
| 近畿広域圏   | 朝日放送テレビ（ABC TV） | テレビ朝日系列 | 日曜 10:00 - 10:55 | 2024年10月13日 -               | 再放送     |
| 近畿広域圏   | 朝日放送テレビ（ABC TV） | テレビ朝日系列 | 木曜 13:45 - 14:42 | 2024年10月24日 - 2025年3月13日 | 再放送     |
| 愛媛県       | 愛媛朝日テレビ（eat）    | テレビ朝日系列 | 金曜 13:45 - 14:40 | 2024年10月11日 -               |            |

## スタッフ

### 『TOKIO城島　ほのぼの茂』
- 構成：堀由史、西澤公太郎
- ナレーション：牧原俊幸
- CAM：渡部孝二
- VE：廣瀬直樹
- AUD：吉田正志
- 照明：長谷川英樹
- ロケCAM：坂口周兵
- 美術：小美野淳一
- ビジュアルディレクター：三谷光
- MA：武藤陽平
- 音響効果：赤座聡子（SPOT）
- 音楽：山田航平
- 協力：ポジティヴワン、TOWER LAB.、LEZOC Inc.
- 編成：佐藤順一（朝日放送テレビ）
- 番宣：高橋寿英（朝日放送テレビ）
- 制作進行：松本ゆみ
- 制作スタッフ：近藤将太
- ディレクター：塚本拓幸、篠原輝成、佐藤宏太郎、友岡照吾
- 演出：多田隆人（IVSテレビ）
- プロデューサー：新名幹大・前原倫子（ONE DAY DESIGN）、大塚真史・萩原朋子・須山由佳子（IVSテレビ）
- チーフプロデューサー：高野賀大（朝日放送テレビ）
- 制作協力：IVSテレビ制作
- 制作著作：朝日放送テレビ、ONE DAY DESIGN